# Championnat de France du 500 mètres
Le championnat de France de l'épreuve du 500 m est l'une des épreuves au programme des championnats de France de cyclisme sur piste.
L'épreuve est disputée par les femmes uniquement. Elle est au programme de 1995 à 2024, puis est remplacée par l'épreuve du kilomètre à partir de 2025. Sandie Clair détient le record de victoire dans cette épreuve avec 8 succès dont 7 d'affilée.

## Palmarès
| Année | Vainqueur                | Deuxième                 | Troisième              |
| ----- | ------------------------ | ------------------------ | ---------------------- |
| 1995  | Félicia Ballanger        | Magali Humbert-Faure     | Nathalie Lancien-Even  |
| 1996  | Félicia Ballanger        | Magali Humbert-Faure     | Christelle Ribault     |
| 1997  | Félicia Ballanger        | Magali Humbert-Faure     | Nathalie Lancien-Even  |
| 1998  | Félicia Ballanger        | Magali Humbert-Faure     | Christelle Ribault     |
| 1999  | Félicia Ballanger        | Magali Humbert-Faure     | Christelle Ribault     |
| 2000  | Félicia Ballanger        | Magali Humbert-Faure     | Céline Nivert          |
| 2001  | Magali Humbert-Faure     | Céline Nivert            | Mathilde Doutreluingne |
| 2002  | Céline Nivert            | Clara Sanchez            | Mathilde Doutreluingne |
| 2003  | Clara Sanchez            | Céline Nivert            | Mathilde Doutreluingne |
| 2004  | Clara Sanchez            | Céline Nivert            | Félicia Ballanger      |
| 2005  | Céline Nivert            | Clara Sanchez            | Émilie Jeannot         |
| 2006  | Clara Sanchez            | Émilie Jeannot           | Pascale Jeuland        |
| 2007  | Sandie Clair             | Virginie Cueff           | Clara Sanchez          |
| 2008  | Sandie Clair             | Virginie Cueff           | Clara Sanchez          |
| 2009  | Sandie Clair             | Clara Sanchez            | Virginie Cueff         |
| 2010  | Sandie Clair             | Clara Sanchez            | Virginie Cueff         |
| 2011  | Sandie Clair             | Clara Sanchez            | Virginie Cueff         |
| 2012  | Sandie Clair             | Olivia Montauban         | Virginie Cueff         |
| 2013  | Sandie Clair             | Virginie Cueff           | Olivia Montauban       |
| 2014  | Virginie Cueff           | Sandie Clair             | Olivia Montauban       |
| 2015  | Virginie Cueff           | Olivia Montauban         | Sandie Clair           |
| 2016  | Mathilde Gros            | Soline Lamboley          | Marie Dufour           |
| 2017  | Mathilde Gros            | Sandie Clair             | Mélissandre Pain       |
| 2018  | Sandie Clair             | Mathilde Gros            | Mélissandre Pain       |
| 2019  | Mathilde Gros            | Victoire Berteau         | Marie Patouillet       |
| 2021  | Taky Marie-Divine Kouamé | Farrah Prudent           | Julie Michaux          |
| 2022  | Taky Marie-Divine Kouamé | Mathilde Gros            | Julie Michaux          |
| 2023  | Mathilde Gros            | Taky Marie-Divine Kouamé | Julie Michaux          |
| 2024  | Taky Marie-Divine Kouamé | Julie Michaux            | Marie Louisa Drouode   |

| Année | Vainqueur               | Deuxième                | Troisième               |
| ----- | ----------------------- | ----------------------- | ----------------------- |
| 1998  | Juliette Vandekerckhove |                         |                         |
| 1999  | Céline Nivert           | Juliette Vandekerckhove | Mathilde Doutreluingne  |
| 2000  | Mathilde Doutreluingne  | Clara Sanchez           | Juliette Vandekerckhove |
| 2001  | Clara Sanchez           |                         |                         |
| 2002  | Émilie Jeannot          | Aude Blanvillain        | Mathilde Boullay        |
| 2003  | Émilie Jeannot          | Mathilde Boullay        | Christel Pourias        |
| 2004  | Élodie Henriette        | Marie-Mélanie Verger    | Christel Pourias        |
| 2005  | Sandie Clair            |                         |                         |
| 2006  | Sandie Clair            |                         | Fiona Dutriaux          |
| 2007  | Magali Baudacci         | Typhenn Garel           | Fiona Dutriaux          |
| 2008  | Olivia Montauban        | Magali Baudacci         | Laurie Berthon          |
| 2009  | Olivia Montauban        | Magali Baudacci         | Laurie Berthon          |
| 2010  | Linda Michelini         | Kristy Cyprien          | Eugénie Duval           |
| 2011  | Kristy Cyprien          | Laudine Genée           | Julie Feller            |
| 2012  | Mélissandre Pain        | Lise Labat              | Maria Guillaume         |
| 2013  | Mélissandre Pain        | Soline Lamboley         | Claire Lise Comparat    |
| 2014  | Marie Dufour            | Soline Lamboley         | Mélissa Bourhis         |
| 2015  | Mathilde Gros           | Marie Dufour            | Marion Borras           |
| 2016  | Clara Copponi           | Valentine Fortin        | Marion Loustanau        |
| 2017  | Mathilde Gros           | Valentine Fortin        | Victoire Berteau        |
| 2018  | Floriane Huet           | Victoria Cushing        | Maryanne Hinault        |
| 2019  | Julie Michaux           | Amandine Giolda         | Océane Goergen          |
| 2021  | Farrah Prudent          | Maxine Rossignol        | Angelina Robic          |
| 2022  | Farrah Prudent          | Marie Louisa Drouode    | Maurène Trégouët        |
| 2023  | Lilou Ledeme            | Lisa Guillet            | Kloé Saugrain           |
| 2024  | Lilou Ledeme            | Flavie Michaud          | Eva Philippe            |